# Carbia
Carbia is een geslacht van vlinders van de familie spanners (Geometridae), uit de onderfamilie Larentiinae.

## Soorten
- C. calefacta Prout, 1941
- C. calescens Walker, 1866
- C. moderata Walker, 1866
- C. nexilinea Warren, 1898